# Tacata'
" Tacata' "  (även skrivet "Tacatà" och "Tacatá") är en internationell hit av duon  Tacabro ("Romano & Sapienza") med den kubanska sångerskan Martínez Rodríguez. Efter att ha blivit en hit i Italien, släpptes låten i europeiska länder, även i Sverige.
Musiken är gjord av den italienska duon Mario Romano och Salvatore Sapienza med text av Raul-Rodriguez Martinez. 